# Kagrra,
I Kagrra, sono stati un gruppo musicale visual kei giapponese formatosi nel 1998. La virgola è parte integrante del nome ed è stata aggiunta al passaggio della band da etichetta indie a major nel 2003 sotto la Columbia Records.

## Storia
Il gruppo nacque come CROW sotto l'egida della defunta casa discografica Key Party Records, per poi cambiare il nome l'anno seguente in Kagrra, una volta entrati nella loro nuova etichetta PS Company.
Il nome Kagrra è una storpiatura fonetica del termine kagura (神樂?), che significa "musica degli dei".
L'11 novembre del 2010 la band, dopo 12 anni di attività, annuncia lo scioglimento e l'uscita dell'ultimo album Hyakki Kenran (百鬼跳梁?). Quest'ultimo album è arrivato a toccare la ventesima posizione della classifica musicale giapponese Oricon (Utakata, il 4 dicembre 2006, era arrivata alla 21ª).
L'ultimo concerto chiamato Shuuen ~Sakura Mai Chiru Ano Oka De~ (終焉～桜舞い散るあの丘で～?) è avvenuto il 3 marzo 2011 alla C.C. Lemon Hall di Shibuya, il live sarà pubblicato nell'omonimo DVD stampato a edizione limitata, secondo i preordini ricevuti.
Sfortunatamente, il vocalist dei Kagrra, viene ritrovato morto nel suo appartamento il pomeriggio del 18 luglio 2011 (4 mesi dopo lo scioglimento della band) a soli 32 anni. Le cause della morte sono state volontariamente non specificate dalla famiglia. La notizia è stata ufficialmente data solo il 26 luglio tramite il sito ufficiale di shiki∞project～志鬼陰謀～ per poter celebrare il funerale in un luogo segreto con familiari e amici stretti.

## Storia successiva
Dopo lo scioglimento della band il cantante Isshi ha annunciato di iniziare un progetto solista, shiki∞project～志鬼陰謀～. Nonostante la sua morte, il primo singolo Rasha Sakura (羅紗桜?) uscì il 9 settembre 2011 in due edizioni. Successivamente venne pubblicato un album, Kureha (紅葉?), anch'esso in due edizioni, ed un ultimo singolo, Ribetsu~Miyabi na Sora no Shita de~ (離別～雅な空の下で～?).
Il bassista Nao e il chitarrista Shin si sono uniti invece in un progetto sotto l'etichetta PS Company come Players.
Nao, inoltre, fa parte della band-progetto The Tokyo High Black (The 東京 High Black?) come cantante. Questa band comprende vari artisti della PS Company come Keiyuu dei Kra o Tora degli Alice Nine. Shin e Nao, ora noti come Sin e Naoki, continuano comunque indipendentemente la loro attività da musicisti suonando come supporto per varie band o progetti. Ad esempio, Nao ha partecipato insieme a Teruki degli An Cafe al tour primaverile del 2012 di Aoi e Ryohei, ex membri degli Ayabie.
Akiya, chitarrista solista, è impegnato come membro dello staff nella PS Company. Di Izumi, invece, non si conoscono gli attuali impegni nel campo musicale.

## Formazione
- Isshi (一志?) (7 dicembre 1978 - 18 luglio 2011) - voce
- Akiya (楓弥?) (25 agosto 1980) - chitarra
- Shin (真?) (11 settembre 1979) - chitarra, koto
- Nao (女雅?) (5 febbraio 1979) - basso
- Izumi (白水?) (11 febbraio 1979) - batteria

## Discografia

### Demo
- 1999 - Hyakuyae (百夜絵?) (come Crow)
- 2000 - Kotodama (恋綴魂?)

### Album in studio
- 2002 - [gozen]
- 2004 - Miyako (京?)
- 2005 - San (燦?)
- 2007 - Shizuku (雫?)
- 2008 - Core (Core?)
- 2009 - Shu (珠?)
- 2011 - Hyakki Kenran (百鬼跳梁?)

### Raccolte
- 2011 - Kagrra Indies Best 2000-2003

### Mini Album
- 2000 - Nue (鵺?)
- 2001 - Sakura (桜?)
- 2001 - Irodori (彩?)
- 2002 - Kirameki (煌?)
- 2003 - Ōka ranman (桜花爛漫?)

### Singoli
- 2001 - Genwaku no Joukei (幻惑の情景?)
- 2001 - Memai (眩暈?)
- 2001 - Kami Uta (神謌?)
- 2001 - Tsurezure Naru Mama Ni... (徒然なるままに...?)
- 2002 - ~Yume Izuru Chi~ (～夢イズル地～?)
- 2002 - Kakashi (案山子?)
- 2002 - Irohanihoheto (いろはにほへと?)
- 2002 - Kotodama (恋綴魂?)
- 2002 - Sakuramai Chiru Ano Oka De (桜舞い散るあの丘で?)
- 2003 - Haru Urara (春麗ら?)
- 2003 - Yotogi Banashi (夜伽噺?)
- 2004 - Urei (愁?)
- 2004 - Rin (凛?)
- 2004 - Omou (憶?)
- 2005 - Sarasouju no Komoriuta (沙羅双樹の子護唄?)
- 2005 - Genei no Katachi (幻影の貌?)
- 2006 - Chikai no Tsuki (誓ノ月?)
- 2006 - Utakata (うたかた?)
- 2008 - Uzu (渦?)
- 2009 - Shiki (四季?)
- 2010 - Tsuki ni Murakumo Ajisai ni Ame (月に斑雲 紫陽花に雨?)
- 2010 - Shiroi Uso (白ゐ嘘?)

### Partecipazioni
- 1999 - AA.VV. Hold Your Key 2000 ~No future!!~, con il brano Sakuramai Chiru Ano Oka De (桜舞い散るあの丘で?) (come Crow)
- 2001 - AA.VV. Tribal Arrival Warning in collaborazione con Dué le quartz e Ash

## Videografia
- 2002 - Kagura Fuunroku (神楽風雲録?)
- 2002 - ~Yume Izuru Chi~ (～夢イズル地～?)
- 2003 - Hisai (秘祭?)
- 2004 - ~Kaika Sengen~ Ouka Ranman (～開花宣言～「桜花爛漫」?)
- 2004 - Miyako ~Inishie no Tobira ga ima...~ (京～古の扉が今...～?)
- 2005 - Sara ~Natsukashi no Rakuen~ (沙羅～懐かしの楽園～?)
- 2005 - -Unsanmusyo- (～雲燦霧消～?)
- 2006 - Kiseki-Ni (鬼跡～弐?)
- 2011 - Shuuen ~Sakura Mai Chiru Ano Oka De~ (終焉～桜舞い散るあの丘で～?)